# Сандра Авіла Бельтран
Сандра Авіла Белтран (нар. 11 жовтня 1960, Нижня Каліфорнія), відома як La Reina del Pacifico (Королева Тихого океану) — мексиканська торговка наркотиками, яка була заарештована в 2007 році та екстрадована до Сполучених Штатів у 2012 році. Вона вважається однією з небагатьох жінок, які досягли керівної ролі в мексиканських наркокартелях. Історія її життя надихнула Артуро Переса-Реверте на створення персонажа Терези Мендози в романі «Королева Півдня» .

## Кримінальна кар'єра
Сандра Авіла Бельтран народилася 11 жовтня 1960 року в родині Марії Луїзи Бельтран Фелікс та Альфонсо Авіла Кінтеро. Її дядько — Мігель Анхель Фелікс Галлардо, мексиканський наркобарон, засновник картелю Гвадалахари у Мексиці у 1980-х роках. Інший дядько — Хуан Хосе Кінтеро Паян, якого екстрадували до США за торгівлю наркотиками. Вважають, що вона мала романтичні стосунки з наркобаронами картелю Сіналао, такими як Ісмаель Замбада Гарсія та Ігнасіо Коронель. Через родинні стосунки ще у ранньому віці вона мала тісні контакти з мексиканськими наркобаронами.
У 1990-х роках, завдяки стосункам з колумбійським наркобароном Хуаном Дієго Еспіноса Раміресом (псевдонім el Tigre (Ель Тигре, Тигр), вона була важливою ланкою між мексиканським наркокартелем Сіналоа Картель і колумбійським наркокартелем Норте-дель-Вальє. Вважається, що разом пара перевозила кокаїн у великих кількостях з Колумбії до Мексики морем. Сандра Авіла Белтран головним чином була відповідальною за відмивання грошей.
Після викрадення її сина та сплати нею викупу в п'ять мільйонів доларів США вона потрапила в поле зору мексиканської поліції. З 2002 року вона переховувалася під іншим іменем до тих пір, як 28 вересня 2007 року її було заарештовано в Мехіко.
10 серпня 2012 Сандра Авіла Бельтран була екстрадована до Флориди, США за звинуваченням у торгівлі наркотиками. 25 липня 2013 року вона була засуджена до 70 місяців ув'язнення судом у Маямі, США. В серпні того ж 2013 року, після укладення угоди, жінка була переведена до Мексики, де її негайно знову заарештували за відмивання грошей і засудили до п'яти років ув'язнення. У лютому 2015 року її звільнили з в'язниці, оскільки мексиканська федеральна суддя постановила, що Сандра Авіла Бельтран не може бути двічі засуджена за один і той самий злочин.

## В культурі
Її оспівують у наркокоррідосах (наркотичних баладах) як La Reina del Pacifico.
Вважається, що персонаж Ізабелли Баутісти в серіалі Netflix «Нарко: Мексика» був натхненний постаттю Сандри Авіли Бельтран.